# Сегев, Ицхак
Ицхак Сегев (ивр. יצחק שגב‎, род. 23 сентября 1946, Александрия) — израильский военный деятель, бригадный генерал («тат-алюф») Армии обороны Израиля. Создатель и первый командир бригады «Шомрон» во время Первой интифады, командир бригады «Алон»,

## Личная жизнь
Ицхак Мизрахи-Ага родился в Александрии в Египте . Его отец, Элияху Мизрахи-Ага, родился в Яффо и был учителем, моэлем и общественным эмиссаром в Египте. Его мать Виктория — домохозяйка. Ицхак — один из 7 братьев. В 1957 году его семья репатриировалась в Израиль, первые годы они жили во временных лагерях в Цфате и Акко, в дальнейшем изменили фамилию на Сегев. Ицхак женат на Хадас (подполковник в запасе), с которой познакомился во время службы в армии, у них четверо детей. Сегев имеет степень бакалавра политических наук Университета Бар-Илан и степень магистра политических наук и аудита Хайфского университета . Успешно прошёл режиссерский курс в Израильском Центре Менеджмента и курс медиации.

## Военная карьера
Сегев был призван в Армию обороны Израиля 8 августа 1963 года и служил в бригаде «Голани», в 1965 году окончил курсы пехотных офицеров и служил на командных должностях в Голани.
Во время Шестидневной войны бригада «Голани» участвовала в боях в Дженине в составе сил БАХ (учебной базы бригады), присоединившихся к боевым действиям 17-го батальона под командованием майора Голда Паз. В войне на истощение, в 1969 году, Сегев участвовал в должности заместителя командира роты 12-го батальона в бригаде Голани, был ранен в артиллерийском бою в Кфар-Руфине . Позже в той же войне он участвовал в боевых действиях в долине реки Иордан и долине Бейт-Шан в качестве оперативного офицера бригады «Цемах» (бригада 612 под командованием подполковника Эммануэля Шакеда). В 1980 году, вскоре после инцидента с проникновением террористов в кибуц Мисгав-Ам, генерал-майор Авигдор Бен-Галь решил назначить Ицхака Сегева на должность командира 931-го батальона бригады Нахаль в составе 91-й дивизии. В качестве командира 931-й батальона он командовал операцией по ликвидации террористов, прибывших в окрестности кибуца Менара на воздушном шаре 16 апреля 1981 года .Во время Первой ливанской войны Сегев создал отряд «Силы Сегева», состоявший примерно из 80 бойцов из штаба базы новобранцев Нахала, которой он командовал в то время. «Силы Сегева» входили в состав 91-й дивизии под командованием Ицхака . Мордехая и участвовали в захвате Армией обороны Израиля лагеря беженцев Рашидия в Ливане. В 1983 году командовал территориальной бригадой «Алон».В апреле 1988 года он создал и был первым командиром бригады «Шомрон» во время Первой интифады..Помимо этих должностей, Сегев занимал должности Главного пехотного и десантного офицера, начальника штаба 91-й дивизии в Ливане, заместителя командира дивизии Иудеи и Самарии, а на последней должности занимал должность начальника службы и резервной группы при контролере Министерства обороны .

## Гражданская карьера
После демобилизации в 1993 году в звании бригадного генерала, Сегев занимал пост генерального директора компании «Лехавот» и генерального директора ассоциации «Ади Ад», которая занимается сохранением памяти погибших в Армии обороны Израиля. В 2003 году Ицхак Сегев занялся общественной деятельностью в местном совете Зихрон-Яакова как в оппозиции, так и в качестве заместителя главы совета в период с 1998 по 2003 год. В 2005 году Сегев начал работать аудитором Министерства внутренней безопасности и отвечал за рассмотрение жалоб населения. В этот период Сегев участвовал в проверках по различным темам, включая: безопасность учебных заведений, тендеры, безопасность от угроз, использование средств полиции, классификация расследований, обращение с заключенными и многое другое. После выхода на пенсию в 2015 году Сегев начал работать аудитором качества у Контролера министерства обороны. Кроме того, Сегев является представителем общественности работодателей в Суде по трудовым спорам в Хайфе, был избран членом основного руководства организации «Команда» (пенсионеры Армии обороны Израиля) и от их имени является директором в Оцар ха-Хаяль. В то же время Сегев преподает комплексный курс для получения сертификата по внутреннему и государственному аудиту в Израильском центре управления.
На протяжении многих лет Сегев занимался волонтерской деятельностью в качестве вице-президента Бюро посетителей и координатора проекта в школе-интернате «Рананим» в Зихрон-Яакове.